# Legenda o trzech braciach

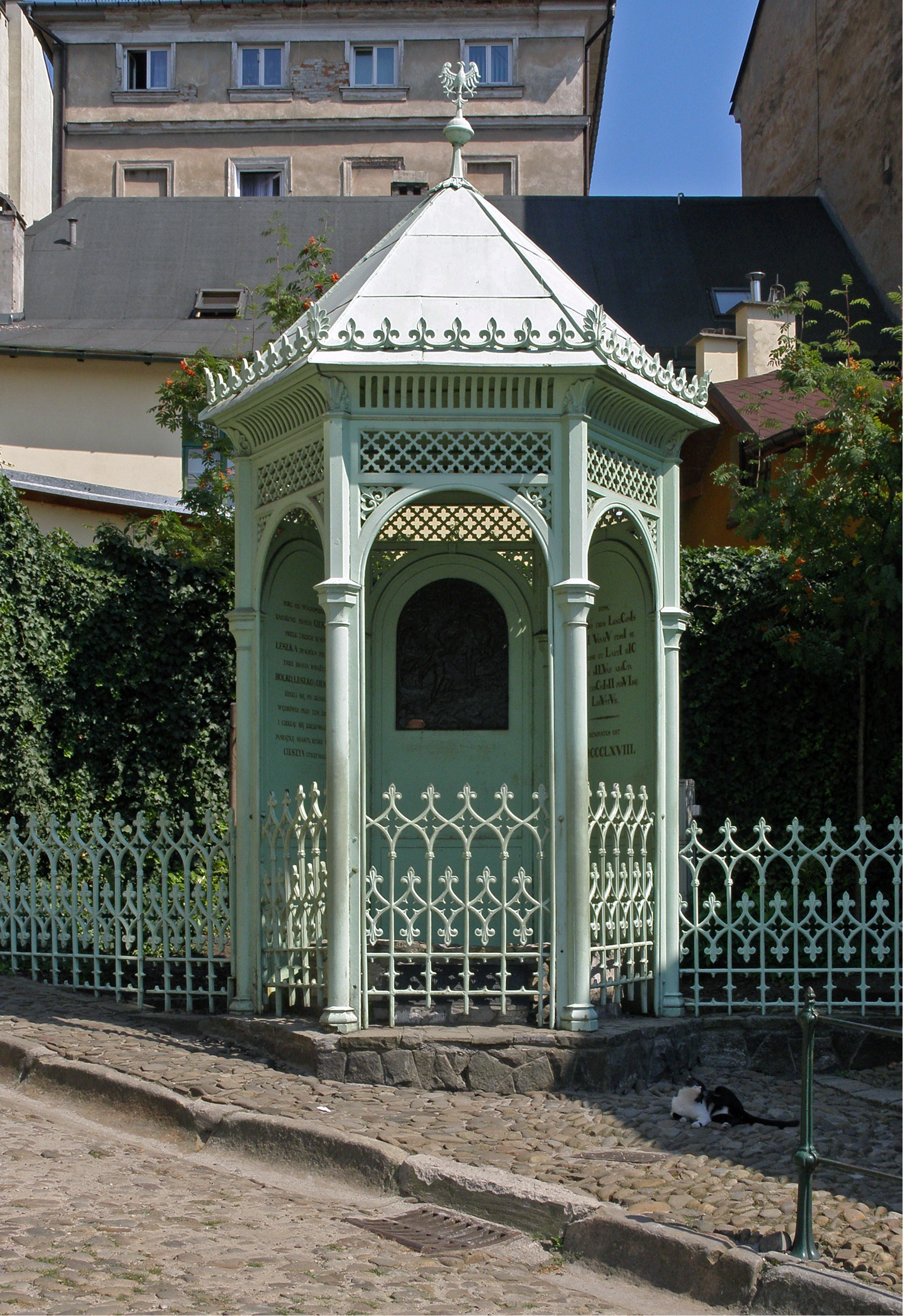
Studnia Trzech Braci

Legenda o trzech braciach – podanie związane z założeniem Cieszyna.

## Treść legendy
Według legendy polski król Leszek III, stojąc nocą na zamkowej wieży, spostrzegł na zachodzie trzy gwiazdy. Skojarzył je ze swymi synami: Bolkiem, Leszkiem i Cieszkiem. Uznając to za znak bogów, wezwał synów i rozkazał im jechać w tamte strony. Mieli wyruszyć ze swymi drużynami, każdy inną drogą i powrócić jesienią. Synowie wyruszyli następnego dnia.
Po jakimś czasie podróżujący przez puszczę z drużyną Leszek zaczął poszukiwać wody, by zaspokoić pragnienie. Odkrył źródło u stóp wzgórza. Zaspokoiwszy pragnienie, zadął w róg z nadzieją, że usłyszy go któryś z braci. Wkrótce do źródła przybył Bolko z drużyną. Bracia wysłali ludzi celem rozejrzenia się po okolicy, sami zaś wypoczywali przy źródle. Wysłani wrócili po zmroku, razem z Cieszkiem i jego ludźmi. Po nocy spędzonej na opowiadaniach bracia ogłosili, że dalej nie jadą i wracają do ojcowskiego grodu. Wiosną mają tu powrócić, by założyć gród, który będzie się zwał Cieszynem od radości ze spotkania. Źródło ma zostać nazwane Studnią Trzech Braci.
Według napisu na studni wydarzenia te miały mieć miejsce w 810 roku. Data ta wprowadza niespójność historyczną, gdyż – zgodnie z relacjami Wincentego Kadłubka – Leszko (Leszek) III miał być władcą współczesnym m.in. Juliuszowi Cezarowi, czyli żyć w I wieku p.n.e.

## Historia legendy
Sama legenda uznawana jest jako wariacja na popularny wśród Słowian temat trzech braci-założycieli. Pojawia się ona u Jana Długosza, gdzie jednak bracia noszą imiona: Przemysław, Oddon i Cieszymir. Miała ona zostać opowiedziana cesarzowi Franciszkowi I przez burmistrza Cieszyna Alojzego Kaufmanna podczas cesarskiej wizytacji miasta w 1817 roku. Do jej pierwszej publikacji doszło w 1840 roku, kiedy to poemat Podanie o założeniu Cieszyna (Die Gründung von Teschen) pojawił się w zbiorze Erzälungen, Sagen und Gedichte autorstwa Paula Lamatscha von Warnemünde, pracownika cieszyńskiego magistratu.